# Nungwi
Nungwi è un villaggio di pescatori situato all'estremità settentrionale di Unguja, la principale isola dell'arcipelago di Zanzibar, in passato noto soprattutto per essere uno dei più attivi centri di costruzione dei dhow (le imbarcazioni da pesca tipiche di Zanzibar). Fino alla metà degli anni novanta la popolazione locale si è opposta con decisione all'arrivo del turismo, e di conseguenza la spiaggia di Nungwi è stata una delle ultime di Unguja ad avere alberghi e ristoranti. In seguito Nungwi è diventata una meta turistica rinomata, e oggi il tratto di spiaggia direttamente antistante il villaggio, denominato Jambo Square, è costantemente affollato di visitatori. A Nungwi è stato aperto recentemente un piccolo acquario con tartarughe marine.